# Lars Ohly

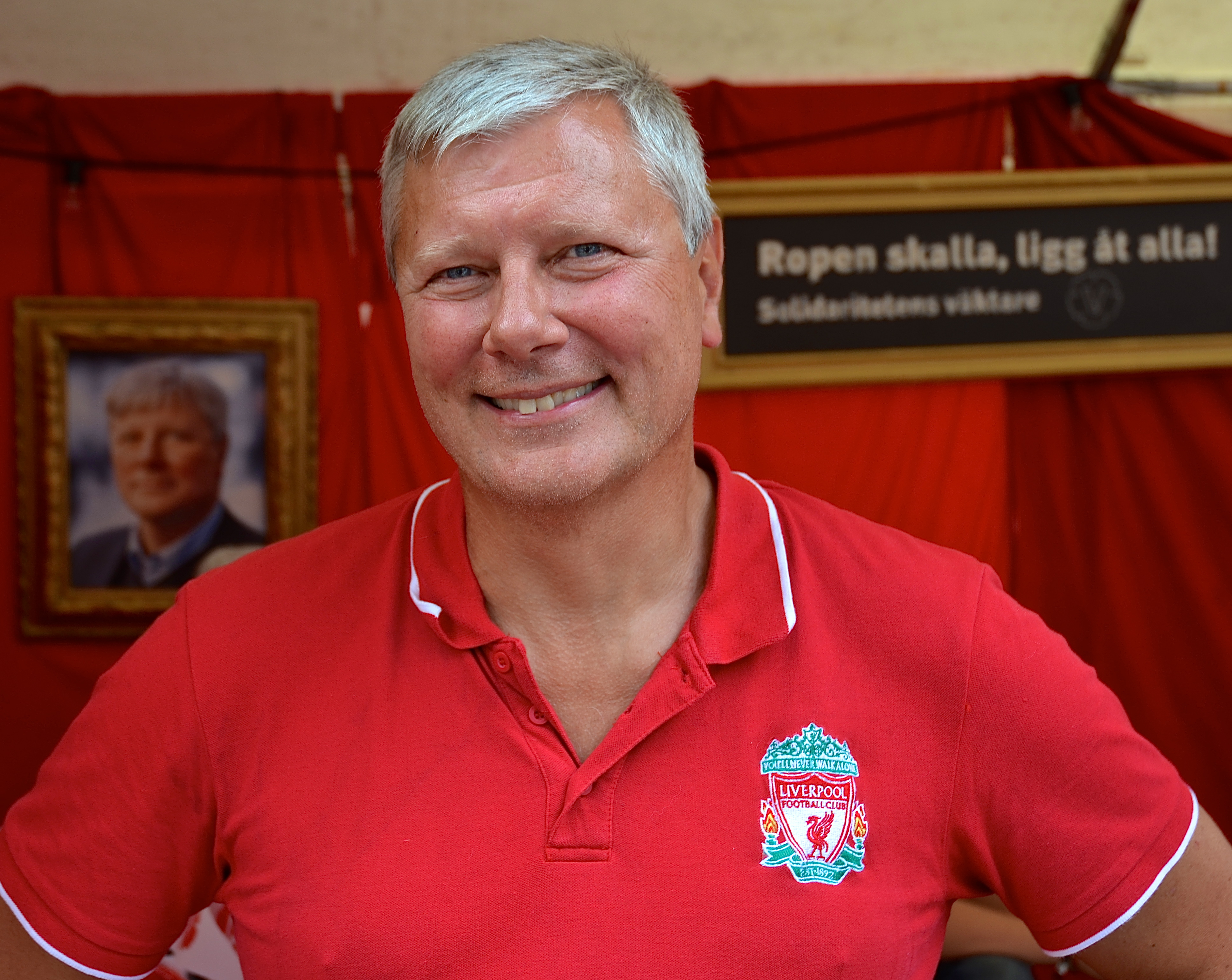
Lars Ohly på Stockholm Pride 2011.

Lars-Magnus Harald Christoffer Ohly, född 13 januari 1957 i Spånga, Stockholm, är en tidigare svensk politiker (vänsterpartist) och tidigare tågmästare. Ohly var Vänsterpartiets partisekreterare 1994–2000 och partiledare 2004–2012. Han var ordinarie riksdagsledamot 1998–2014, invald för Stockholms kommuns valkrets (1998–2006) respektive Stockholms läns valkrets (2006–2014). Han var ordförande för paraplyorganisationen Funktionsrätt Sverige under tiden 18 maj 2017 till 8 mars 2018. Den 1 augusti 2019 blev han förbundssekreterare för Verdandi.

## Biografi

### Ungdomsår
Lars Ohly föddes i Spånga, Stockholm, där fadern Harald Ohly var präst. Modern hette Anne-Marie, ogift Olsson. Ohly gick som 13-åring med i Folkpartiets ungdomsförbund 1970 men gick ur ganska snart och vände sig vänsterut.  Då hans lokala FPU-klubb lades ner, donerades den kvarvarande kassan till Vietnams solidaritetsrörelse. Ohly blev mer radikal, främst påverkad av internationella frågor som Vietnamkriget, apartheid i Sydafrika, Västbanken och Chile. År 1978 gick han med i Kommunistisk ungdom och 1979 i Vänsterpartiet kommunisterna. 
Efter gymnasiet genomförde Ohly värnplikt i svenska armén. Därefter arbetade han på Statens Järnvägar (SJ). Han var först spärrvakt och sedan tågvakt, för att så småningom bli tågmästare. Inom SJ var han även aktiv i många fackliga frågor. Inom Statsanställdas förbund har Ohly innehaft en mängd uppdrag och även varit ombud vid flera kongresser.

### Politisk karriär
År 1987 valdes Ohly till ersättare i partistyrelsen. 1990, året då partiet ändrade namn till Vänsterpartiet, blev han ordinarie ledamot. 1994 tog han tjänstledigt från SJ för att bli partisekreterare. 1998 valdes han in i riksdagen och 2004 till partiledare för Vänsterpartiet. Till skillnad från sin företrädare Gudrun Schyman kallade sig Ohly kommunist när han tillträdde som partiledare. Under hösten 2004 uppstod en debatt efter att Sveriges Televisions samhällsmagasin Uppdrag granskning granskat Ohlys syn på kommunismen, yttrandefrihet och demokrati. Uppdrag granskning tittade på Ohlys förflutna där han bland annat redigerat ett brev till en Kirunasvensk samt att han så sent som på 1980-talet uttalat sig positivt om de forna socialistiska öststaterna. Ohly menade att han ändrat inställning sedan den tiden och tog avstånd från sina uttalanden. Den 30 oktober 2005 meddelade Ohly i Sveriges Televisions Agenda att han slutar att kalla sig kommunist.
Ohly har som partiledare för Vänsterpartiet lett partiet i Europaparlamentsvalet 2004 där partiet fick 12,79 procent av rösterna, i riksdagsvalet 2006 då Vänsterpartiet fick 5,85 procent och i Europaparlamentsvalet 2009, då med 5,66 procent av väljarstödet. Ohly nominerades till priset Årets kurdvän 2008. 2010 erhöll Ohly pris som Årets republikan av Republikanska föreningen för att han som den enda partiledaren för ett riksdagsparti visat sig som tydlig republikan, detta pris delades med Sydsvenskans ledarredaktion.
Vid riksdagsvalet 2010 fick partiet 5,6 procent av rösterna. I samband med Sveriges Televisions valvaka 2010, efter att valresultatet var klart, väckte Ohly stor uppmärksamhet då han vägrade att gå in i sminklogen eftersom Sverigedemokraternas partiledare Jimmie Åkesson redan befann sig där. Ohly sade: ”Jag representerar allt det som Sverigedemokraterna är emot och jag tänker aldrig befatta mig med rasister. Vi ser samma sak här som vi ser i många andra länder i Europa och vi måste visa att välfärden är det enda sättet att bekämpa rasism med.”
I maj 2010 omvaldes Ohly enhälligt till partiledare för Vänsterpartiet. Den 9 augusti 2011 meddelade Ohly att han inte kommer att ställa upp i valet av partiordförande på partikongressen 5–8 januari 2012. Han efterträddes av Jonas Sjöstedt den 6 januari 2012. Den 28 februari 2012 utsåg riksdagsgruppen honom till kulturpolitisk talesperson för Vänsterpartiet. Ohly kandiderade inte till riksdagen i valet 2014.

### Metoo-kontrovers
Den 23 oktober 2017 blev Ohly anmäld för sexuellt ofredande i spåren av #metoo-kampanjen då Frida Holmgren, vice ordförande i Vänsterpartiet Dalarna, lämnade in en polisanmälan. Ohlys reaktion kom i en debattartikel i Svenska Dagbladet, där han skrev bland annat "Nu är jag inte rädd för att något jag gjort är brottsligt i lagens mening, men det är inte poängen. Poängen är i stället att inse att varje kvinna som nu beskriver hur de utsatts för oacceptabla beteenden har rätt till sin historia." Som ett resultat av anmälan portades Ohly från Vänsterpartiets fortsatta arrangemang. Ohly lämnade Vänsterpartiet den 9 januari 2018.
Funktionsrätt Sverige, där Ohly var ordförande, kallade till en extrainsatt kongress för att diskutera om Ohly hade förtroendet kvar. Två styrelseledamöter, de bägge viceordförandena Ines Uusmann och Pelle Kölhed, hade avgått från styrelsen i protest mot att Ohly satt kvar som ordförande. På den extra kongressen i januari 2018 beslutades att Ohly inte hade fortsatt förtroende, och den 8 mars 2018 efterträddes han av Elisabeth Wallenius.

## Privatliv
Ohly är gift med Åsa Hagelstedt sedan 2011 och har två barn i ett tidigare äktenskap. Han är en hängiven anhängare av fotbollslagen Djurgårdens IF och Liverpool FC.

## Uppdrag i riksdagen
- Ordinarie ledamot
- Ledamot i Krigsdelegationen (sedan 1998)
- Ledamot i Utrikesnämnden (sedan 2010, dessförinnan ledamot 2004–2006 och suppleant 1998–2004 och 2006–2010)
- Suppleant i Utrikesutskottet (sedan 2004, dessförinnan ledamot sedan 1998)
- Suppleant i Nordiska rådets svenska delegation (sedan 2004)

Bland Ohlys övriga tidigare utskottsuppdrag i riksdagen kan nämnas att han var ledamot i Sveriges OSSE-delegation 2002–2004.